# Transavia
Transavia es una compañía aérea neerlandesa que realiza vuelos de bajo coste entre diversos destinos vacacionales de Europa, de África y Oriente Medio. Pertenece al grupo Air France-KLM, al igual que Transavia France. En el año 2002 creó una filial de bajo coste llamada Basiqair, con la que posteriormente se fusionó.

## Flota

### Flota Actual
La aerolínea tiene las siguientes aeronaves, con una edad media de 13,5 años (a abril de 2024)

### Flota Histórica
| Aeronave               | Total | Introducida | Retirada |
| ---------------------- | ----- | ----------- | -------- |
| Airbus A300B2          | 1     | 1976        | 1977     |
| Airbus A310-300        | 1     | 1998        | 1999     |
| Boeing 737-200         | 21    | 1974        | 1995     |
| Boeing 737-300         | 16    | 1986        | 2002     |
| Boeing 737-400         | 1     | 1997        | 1997     |
| Boeing 757-200         | 7     | 1992        | 2004     |
| Boeing 757-300         | 2     | 2003        | 2003     |
| BAe 146-200            | 1     | 1997        | 1997     |
| Sud Aviation Caravelle | 15    | 1969        | 1976     |

## Destinos

### Destinos internacionales
| Ciudades por países       | Nombre del aeropuerto                      |        |        |        |        |        |
| Europa                    | Europa                                     | Europa | Europa | Europa | Europa | Europa |
| ------------------------- | ------------------------------------------ | ------ | ------ | ------ | ------ | ------ |
| Alemania (1 destino)      |                                            |        |        |        |        |        |
| Múnich                    | Aeropuerto de Múnich                       |        |        |        |        |        |
| España (19 destinos)      |                                            |        |        |        |        |        |
| Alicante                  | Aeropuerto de Alicante-Elche               |        |        |        |        |        |
| Almería                   | Aeropuerto de Almería                      |        |        |        |        |        |
| Barcelona                 | Aeropuerto Internacional de Barcelona      |        |        |        |        |        |
| Bilbao                    | Aeropuerto Internacional de Bilbao         |        |        |        |        |        |
| Fuerteventura             | Aeropuerto de Fuerteventura                |        |        |        |        |        |
| Gerona                    | Aeropuerto de Gerona                       |        |        |        |        |        |
| Gran Canaria              | Aeropuerto de Gran Canaria                 |        |        |        |        |        |
| Ibiza                     | Aeropuerto de Ibiza                        |        |        |        |        |        |
| Jerez de la Frontera      | Aeropuerto de Jerez                        |        |        |        |        |        |
| La Palma                  | Aeropuerto de La Palma                     |        |        |        |        |        |
| Lanzarote                 | Aeropuerto de Lanzarote                    |        |        |        |        |        |
| Madrid                    | Aeropuerto Adolfo Suárez Madrid-Barajas    |        |        |        |        |        |
| Málaga                    | Aeropuerto de Málaga-Costa del Sol         |        |        |        |        |        |
| Menorca                   | Aeropuerto de Menorca                      |        |        |        |        |        |
| Palma de Mallorca         | Aeropuerto de Palma de Mallorca            |        |        |        |        |        |
| Reus                      | Aeropuerto de Reus                         |        |        |        |        |        |
| Santiago                  | Aeropuerto de Santiago-Rosalía de Castro   |        |        |        |        |        |
| Sevilla                   | Aeropuerto de Sevilla                      |        |        |        |        |        |
| Tenerife                  | Aeropuerto de Tenerife Sur                 |        |        |        |        |        |
| Valencia                  | Aeropuerto de Valencia                     |        |        |        |        |        |
| Francia (1 destino)       |                                            |        |        |        |        |        |
| París                     | Aeropuerto de París-Orly                   |        |        |        |        |        |
| Países Bajos (5 destinos) |                                            |        |        |        |        |        |
| Ámsterdam                 | Aeropuerto de Ámsterdam-Schiphol HUB       |        |        |        |        |        |
| Eindhoven                 | Aeropuerto de Eindhoven                    |        |        |        |        |        |
| Groninga                  | Aeropuerto de Groningen Eelde              |        |        |        |        |        |
| Maastricht                | Aeropuerto de Maastricht Aquisgrán         |        |        |        |        |        |
| Róterdam                  | Aeropuerto de Róterdam                     |        |        |        |        |        |
| Grecia ( 2 destinos)      |                                            |        |        |        |        |        |
| Kos                       | Aeropuerto Internacional de Kos            |        |        |        |        |        |
| Rodas                     | Aeropuerto Internacional de Rodas          |        |        |        |        |        |
| África                    |                                            |        |        |        |        |        |
| Cabo Verde (3 destinos)   |                                            |        |        |        |        |        |
| Isla de Boavista          | Aeropuerto Internacional Aristides Pereira |        |        |        |        |        |
| Isla de Sal               | Aeropuerto Internacional Amílcar Cabral    |        |        |        |        |        |
| Isla de São Vicente       | Aeropuerto Internacional Cesária Évora     |        |        |        |        |        |

## Galería

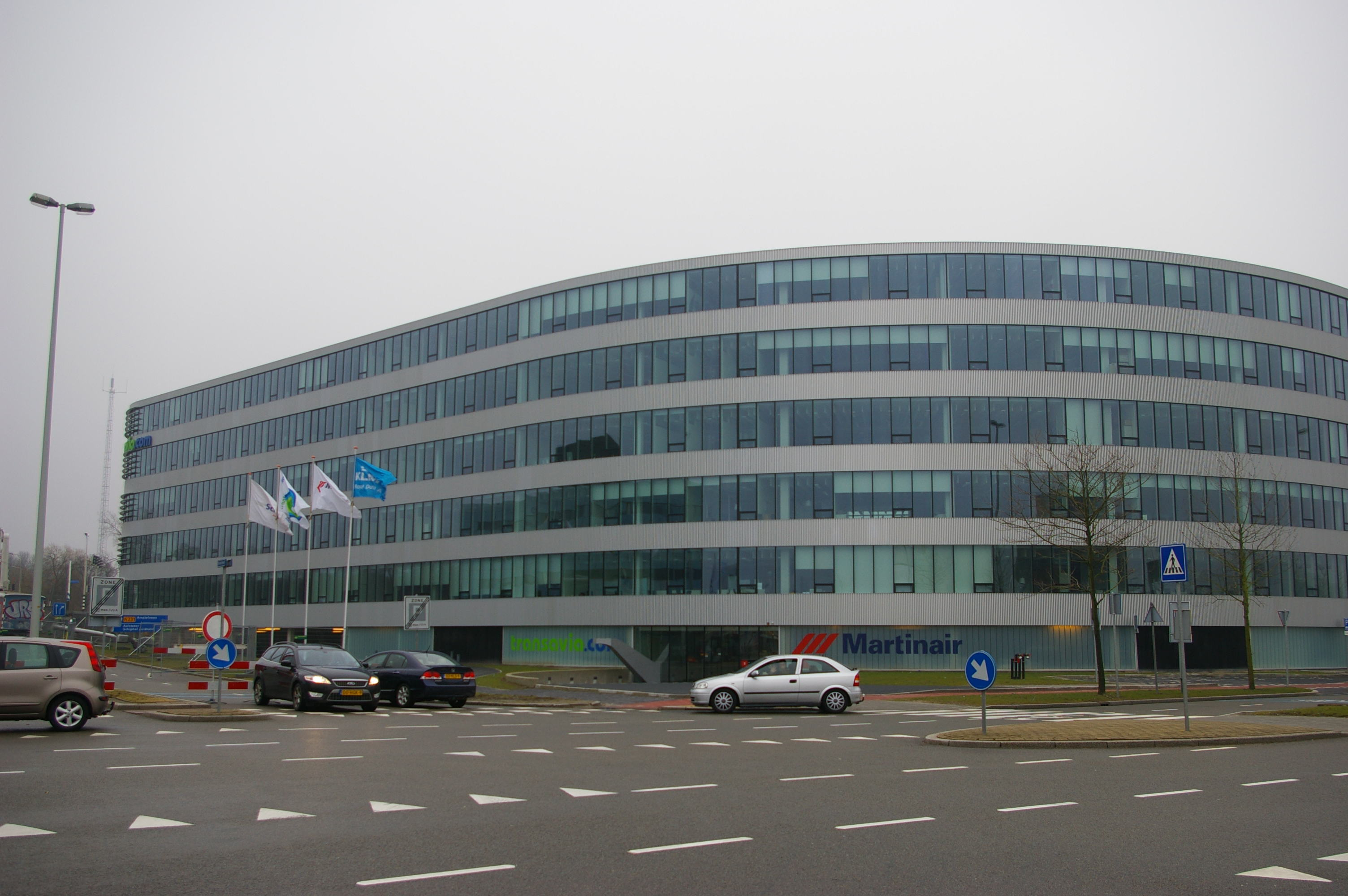
TransPort Building - Tiene las sedes del Transavia.com y Martinair

## Incidentes
1. ↑  https://m.planespotters.net/airline/Transavia
2. ↑   https://www.planespotters.net/airline/Transavia. Consultado el 24 de agosto de 2019. Falta el |título= (ayuda)
3. ↑  http://www.rzjets.net/aircraft/?parentid=1302&typeid=1&frstatus=3